# Two (banda)
Two (estilizado como ) foi uma banda britânica de metal industrial formada em 1996, pelo vocalista do Judas Priest, Rob Halford, como um projeto paralelo, após o término de sua primeira banda pós-Judas Priest, Fight.
Rob Halford e o guitarrista John Lowery, também conhecido como John 5, formaram a banda em 1996 e assinaram contrato com o selo Nothing Records de Trent Reznor. Reznor produziu sua única produção, Voyeurs, que vendeu mal. Halford dissolveu o grupo dois anos depois. Em 2007, Halford expressou interesse em lançar as primeiras demos do Voyeurs, que ele descreveu como "mais difíceis e ousadas" em comparação com o álbum final.

## Discografia

### Álbuns de estúdio
- 1998: Voyeurs

### Singles
- 1998: "I Am a Pig"
- 1998: "Deep in the Ground"